# Дзиґа

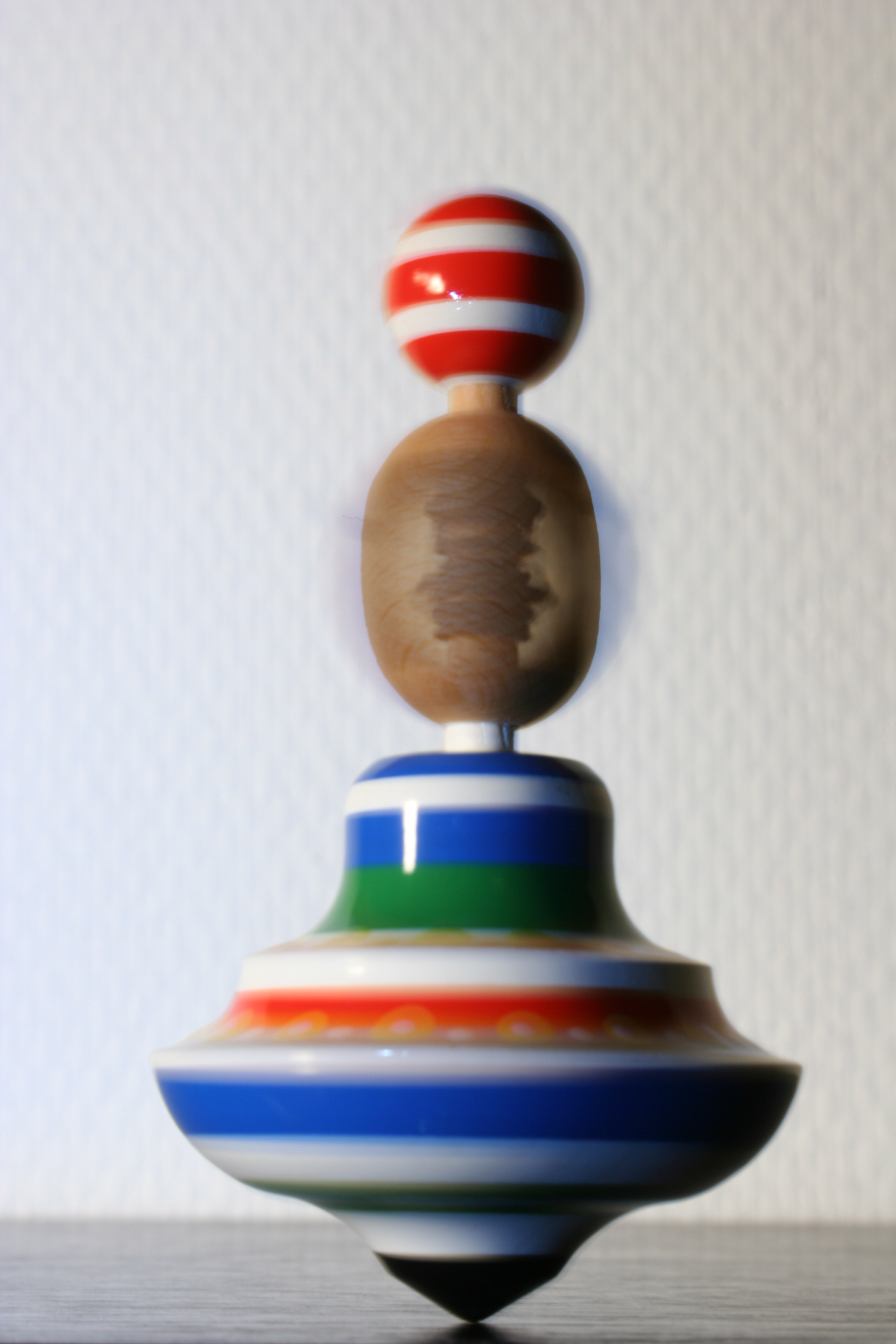

Дзиґа — іграшка, яка підтримує рівновагу на гострому кінчику за рахунок швидкого обертання навколо своєї осі. За своїм фізичним принципом дзиґа — найпростіший гіроскоп. Популярним варіантом дзиґи є бейблейд. Застарілі назви дзиґи — ґере́ґа, ґанджє́ло.
Етимологія слова «дзиґа» незрозуміла, припускають або питоме українське, звуконаслідувальне походження («дзз», «дзиґ»), або запозичення від угор. csiga («дзиґа, спіраль; слимак»), або грец. ζειγαρα («цикада»).

## Принцип роботи
В основі принципу дії дзиґи лежать закон збереження енергії та закон збереження моменту імпульсу.
Власне обертання дзиґи навколо осі симетрії призводить до того, що поле тяжіння, яке діє у вертикальному напрямку, призводить до появи гіроскопічної сили в горизонтальному напрямку. Внаслідок цього, вісь обертання дзиґи прецесує. В загальному випадку вісь дзиґи може здійснювати також періодичні нутаційні коливання.
При зменшенні енергії обертання дзиґи за рахунок тертя, гіроскопічні сили теж зменшуються, що призводить врешті-решт до падіння.

## У культурі
- Пітер Брейгель старший долучив зображення дзиґи до своєї картини «Дитячі ігри» (1560).
- Ганс Крістіан Андерсен написав дитячу казку про любов дзиґи до м'ячика.
- В оповіданні Франца Кафки «Дзиґа» (1920) філософ намагається збагнути рух дзиґи, але вона зупиняється щоразу, коли він її торкається. У цьому оповіданні дзиґа символізує неможливість описання життя словами.
- Жорж Бізе написав композицію для фортепіано «La Toupie» («Дзиґа»).
- Один з персонажів фільму «Початок» (2010) перевіряє за допомогою дзиґи, чи він марить.